# Keybase
Keybase — это каталог открытых ключей, который публично проверяемым способом сопоставляет профили социальных сетей с ключами шифрования (включая, но не ограничиваясь PGP). Keybase также предлагает зашифрованные чат (Keybase Chat), облачную систему хранения файлов (файловая система Keybase или KBFS) и Git репозитории. Файлы, размещённые в общедоступной части файловой системы, доступны через веб-интерфейс, а также локально в файловой системе, смонтированной клиентом Keybase.
Keybase позволяет публично связывать Твиттер, GitHub, Facebook, Reddit и HackerNews профили с публичными ключами, наряду с Bitcoin, Zcash, Stellar кошельками и веб-сайтами. Keybase прекратил поддержку Coinbase.
7 мая 2020 года Keybase объявили о приобретении компанией Zoom, как частью "плана Zoom по дальнейшему укреплению безопасности платформы видеосвязи".

## Доказательства идентичности
Keybase позволяет «доказать» связь между определённым онлайн-профилем (например, Twitter или Reddit) и ключами шифрования. Вместо таких способов, как OAuth, связь доказывается путём размещения подписанного заявления в учётной записи пользователя, которой он владеет. Это делает доказательства публично проверяемыми — вместо того, чтобы верить, пользователь может найти и проверить соответствующие доказательства самостоятельно, а клиент Keybase делает это автоматически.

## Клиент
Помимо веб-интерфейса, Keybase предлагает клиентские приложения для Windows, MacOS, Android, iOS, и большинства дистрибутивов Linux. По сравнению с веб-интерфейсом, клиентское приложение предоставляет дополнительные возможности, такие как зашифрованный чат, функции для команд, добавление и просмотр приватных файлов, сохраненных в файловой системе Keybase. Каждое устройство авторизовано с помощью подписи с другого устройства, либо PGP ключом пользователя и имеет уникальный NaCl ключ для совершения криптографических операций.

## Файловая система Keybase (KBFS)
Keybase позволяет пользователям хранить до 250 ГБ данных в облачном хранилище под названием «файловая система Keybase». Файловая система делится на три части: общедоступные файлы, личные файлы и командные файлы. На Unix-подобных машинах файловая система монтируется в /keybase, а в Windows обычно монтируется на диск К:\. В настоящее время мобильные версии клиента Keybase поддерживает только просмотр и скачивание файлов.

### Общедоступные файлы
Общедоступные файлы хранятся в /public/имя_пользователя и доступны для всех. Файлы автоматически подписываются клиентом. Только пользователь может редактировать содержимое папки, однако, некоторые папки могут принадлежать нескольким пользователям (например, /public/Foo,Bar,Three будут доступны для редактирования пользователям Foo, Bar, и Three). Пользовательские папки отображаются на keybase.pub, но папки с несколькими владельцами доступны только через клиент.

### Частные файлы
Частные файлы хранятся в папке /private/имя_пользователя и доступны только пользователю. Частные папки также могут иметь нескольких владельцев. В отличие от публичных файлов, частные файлы зашифровываются и подписываются перед загрузкой с помощью сквозного шифрования.

## Команды
Keybase запустил «команды» — функцию аналогичную Slack. Команды могут быть разделены на «подгруппы». Например, Википедия.проекты будет подгруппой из Википедия, а Википедия.проекты.фрагментик будет подгруппой из Википедия.проекты (и, следовательно, также из Википедия).

### Администрирование групп
Команды управляются с помощью добавления подписей в цепочку. Каждая подпись может добавлять, удалять или изменять членство пользователя в группе. Каждая цепочка начинается с подписи владельца команды, с последующими действиями, подписанными администраторами группы или пользователями. Это гарантирует, что каждое действие производится авторизованным пользователем, и, что действия могут быть проверены любым лицом.

## Список литературы
1. ↑  https://github.com/keybase/client Архивная копия от 10 мая 2018 на Wayback Machine, the Keybase client GitHub repository
2. ↑  Crunchbase (англ.) — 2007.
3. ↑  Russell, Jon (2 мая 2016). Keybase Introduces End-To-End Encrypted File Sharing Service. TechCrunch. Архивировано 2 июня 2017. Дата обращения: 22 января 2018.
4. ↑  Keybase launches encrypted git. keybase.io. Дата обращения: 23 мая 2018. Архивировано 16 мая 2018 года.
5. ↑  Understanding the Keybase filesystem. Keybase. Дата обращения: 26 сентября 2017. Архивировано 19 сентября 2018 года.
6. ↑  Fleishman, Glenn. Keybase Wants To Make Serious Encryption Accessible To Mere Mortals. Fast Company. Fast Company. Дата обращения: 5 июня 2017. Архивировано 10 ноября 2017 года.
7. ↑  Dalton, Andrew. Keybase's encrypted chat works with accounts you already have. Engadget (2 сентября 2017). Дата обращения: 5 июня 2017. Архивировано 17 февраля 2017 года.
8. ↑  Stellar wallets for all Keybase users. keybase.io. Дата обращения: 12 августа 2019. Архивировано 12 августа 2019 года.
9. ↑  Abrupt Termination of Coinbase Support. The Keybase Blog. Keybase, Inc. Дата обращения: 5 июня 2017. Архивировано 24 июня 2018 года.
10. ↑  Keybase joins Zoom. keybase.io. Дата обращения: 7 мая 2020. Архивировано 9 июня 2021 года.
11. ↑  Zoom Acquires Keybase and Announces Goal of Developing the Most Broadly Used Enterprise End-to-End Encryption Offering. Zoom Blog (7 мая 2020). Дата обращения: 7 мая 2020. Архивировано 7 мая 2020 года.
12. ↑  Keybase. keybase.io. Дата обращения: 23 мая 2018. Архивировано 24 мая 2018 года.
13. ↑  FYI - we changed the default KBFS plan to 250GB instead of just 10GB. Very few people are hitting the limit so it's less work to let them go past it than deal with UX around upgrading right now. Keybase (via Wayback Machine). Дата обращения: 11 июня 2018. Архивировано 22 декабря 2017 года.